# Bryum flagellicoma
Bryum flagellicoma är en bladmossart som beskrevs av C. Müller 1882. Bryum flagellicoma ingår i släktet bryummossor, och familjen Bryaceae. Inga underarter finns listade i Catalogue of Life.